# 观测者效应
观测者效应（Observer effect），是指“观测”这种行为对被观测对象造成一定影响的效应。
在量子力学实验中，如果要测算一个电子所处的速度，就要用两个光子隔一段时间去撞击这个电子，但第一个光子就已经把这个电子撞飞了，便改变了电子的原有速度，我们便无法测出真正准确的速度（不確定原理）。时间流逝的快慢也会受到观测者的影响，用很高的频率去观测粒子的衰变，反而使得粒子长时间不衰变。
这种效应在生活中极其常见。例如「螳螂吃夫」是众人皆知的常见生物现象，但后来却有学者认为自然界中其实原本并不存在这一现象，雌螳螂之所以吃掉雄螳螂，是因为观察者在场引起了它的紧张，误把自己的丈夫当成了敌人，然而此種說法是否正確尚有疑問。